# Kámen (district de Havlíčkův Brod)
Pour les articles homonymes, voir Kamen.
Kámen (en allemand : Steinsdorf) est une commune du district de Havlíčkův Brod, dans la région de Vysočina, en République tchèque. Sa population s'élevait à 382 habitants en 2020.

## Géographie
Kámen se trouve à 11 km à l'ouest de Chotěboř, à 13 km au nord-nord-ouest de Havlíčkův Brod, à 36 km au nord-nord-ouest de Jihlava et à 88 km à l'est-sud-est de Prague.
La commune est limitée par Habry au nord-ouest, par Vepříkov au nord et au nord-est, par Sedletín à l'est et au sud-est, par Skuhrov au sud et par Tis à l'ouest.

## Histoire
La première mention écrite du village date de 1591.